# 마산무학여자중학교
마산무학여자중학교(馬山舞鶴女子中學校)는 대한민국 경상남도 창원시 마산회원구 회원동에 있는 사립 중학교이다.

## 학교 연혁
- 1967년 11월 17일 : 학교법인 덕명학원 설립인가, 설립자 서천수 이사장 취임
- 1968년 1월 19일 : 마산무학여자중학교 9학급 설립인가
- 1968년 3월 5일 : 초대 서익수 교장 취임
- 1968년 3월 5일 : 제1회 입학식
- 1968년 11월 17일 :  전 학년 15학급 설립인가
- 2014년 12월 31일 : 경남교육청 학력향상 우수학교 선정
- 2016년 6월 28일 : 제4대 서준렬 이사장 취임
- 2024년 3월 1일 :  행복학교 지정(2024.03.01. ~ 2028.02.29.)
- 2024년 9월 1일 : 제14대 류승수 교장 취임
- 2025년 1월 3일 : 제55회 졸업식(졸업생 141명, 총수:13,656명)
- 2025년 3월 4일 : 제58회 입학식(신입생 147명, 5개반)

## 참고 자료
- 마산무학여자중학교 - 한국교육학술정보원 학교알리미